# Sainte-Marie-à-Py
Sainte-Marie-à-Py – miejscowość i gmina we Francji, w regionie Grand Est, w departamencie Marna.
Według danych na rok 1990 gminę zamieszkiwały 213 osoby, a gęstość zaludnienia wynosiła 8 osób/km².